# Normané

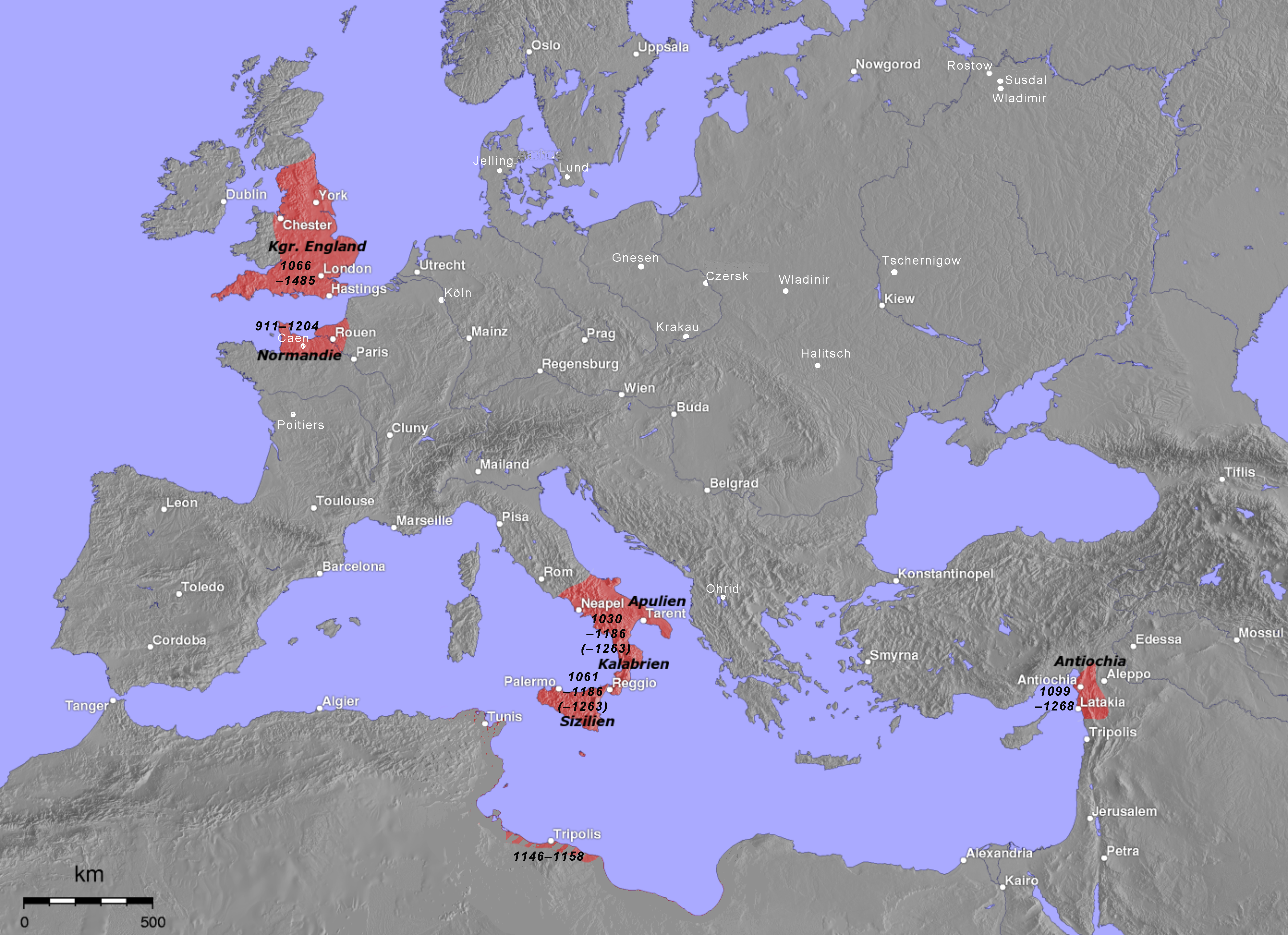
Červeně vyznačena území dobytá Normany

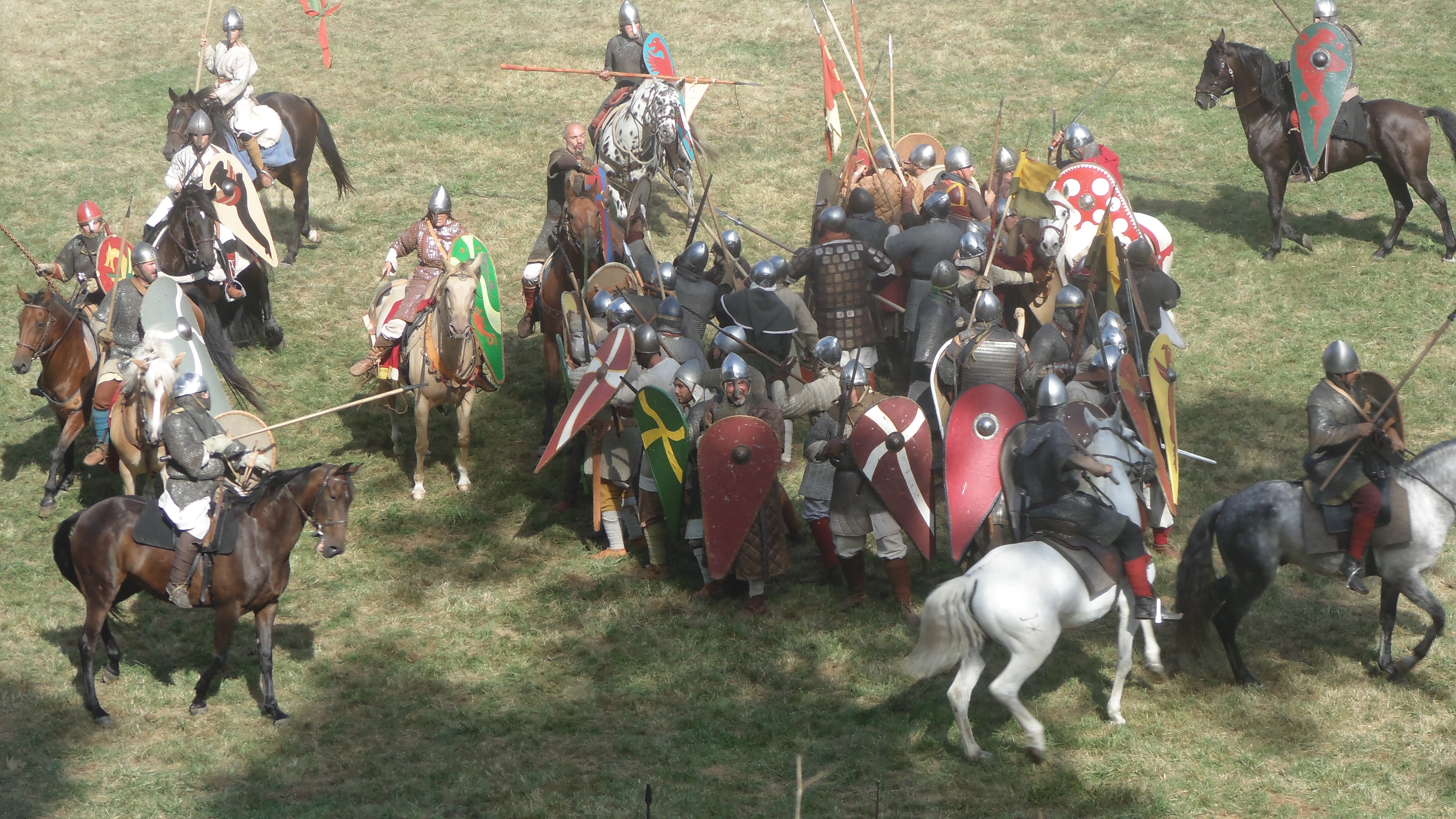
Normanská pěchota a jízda

Normané (normansky: Normaunds; francouzsky Normands; latinsky Nortmanni/Normanni; starou severštinou: Norðmaðr) jsou etnická skupina, která vznikla kontaktem mezi severskými vikinskými osadníky z francouzského regionu, který po nich nese jméno Normandie, a domorodými Franky a Galoromány. Normanská dynastie měla zásadní politický, kulturní a vojenský dopad na středověkou Evropu a Blízký východ. Zejména se jedná o Anglii, jižní Itálii a křižácké státy.

## Příchod Normanů
Založení osad v Západofranské říši následovalo po sérii nájezdů na francouzské pobřeží hlavně z Dánska – i když některé pocházely také z Norska a Švédska – a získalo politickou legitimitu, když vikinský vůdce Rollo souhlasil s přísahou věrnosti západofranskému králi Karlu III. po obléhání Chartres v roce 911 n. l. Král se tímto způsobem pokusil řešit problém rozpínavosti a dravosti Normanů. Prolínání severských osadníků a domorodých Franků a Galorománů v Normandii přineslo v první polovině 10. století etnickou a kulturní „normanskou“ identitu, která se v průběhu staletí dále vyvíjela.
| „                 | ... Karel dohnán strachem dal jim k obývání zemi, která, když se uvázali v její držení, podle Normanů obdržela jméno Normandie... | “ |
| — Helmold z Bosau | |   |

## Charakteristika Normanů
Normani byli známí svým bojovým duchem a nakonec svou katolickou zbožností a stávali se představiteli katolické ortodoxie románské komunity. Původní severští osadníci přijali galorománský jazyk západofranské říše, ve které se usadili. Jejich staronormanský dialekt se stal známým jako normanština, což je důležitý literární jazyk, kterým se dodnes mluví v některých částech Normandie (dialekty Cotentinais a Cauchois) a na nedalekých Normanských ostrovech (jèrriais a dgèrnésiais). Normandské vévodství, které založili na základě smlouvy s francouzskou korunou, bylo velkým lénem středověké Francie a za vlády Richarda I. Normandského bylo ve feudálním působení vytvořeno soudržné a impozantní knížectví. Na konci vlády Richarda I. Normandského v roce 996 (příjmení „Richard sans Peur“, což znamená „Richard Nebojácný“), byli potomci severských osadníků provincie podle Cambridge Medieval History (svazek 5, kapitola XV) „nejen křesťané, ale především Francouzi“.
Normani jsou známí jak pro svou kulturu (jedinečná románská architektura a hudební tradice), tak pro významné vojenské úspěchy a inovace. Výrazně ovlivnili také dějiny Středozemí. Expedice pod vedením vévody Viléma Dobyvatele vedla k normanskému dobytí Anglie, kterou získali roku 1066 v bitvě u Hastingsu, a Vilém Dobyvatel se stal anglickým králem. V roce 1072 napadl Vilém Dobyvatel Skotsko a král Malcolm III. se mu byl nucen podrobit. Normané též usilovali o vládu ve Walesu a v Irsku. Normanské a anglo-normanské síly od počátku jedenáctého do poloviny 13. století přispěly ke španělské reconquistě.
Normanský kulturní a vojenský vliv se rozšířil z těchto nových evropských center do křižáckých států na Blízkém východě, kde kníže Bohemund z Tarentu v Levantě založil Antiochijské knížectví, dále do Skotska a Walesu ve Velké Británii, do Irska a na pobřeží severní Afriky a na Kanárské ostrovy. Dědictví Normanů dnes přetrvává prostřednictvím regionálních jazyků a dialektů ve Francii, Anglii, Španělsku, Québecu a na Sicílii a také prostřednictvím různých kulturních, soudních a politických opatření, která zavedli na svých dobytých územích.
Normané by neměli být zaměňováni s vikingy – skandinávskými nájezdníky, pleniteli Anglie a zakladateli ruských knížectví.
Geoffrey Malaterra (benediktinský mnich a kronikář z 11. století) Normany charakterizoval jako vyznačující se svou prohnaností, pohrdající odkazy svých předků v naději na další veliká vítězství.

## Normané a Normandie
Zeměpisně se Normandie nachází v přibližně týchž místech, jako stará církevní provincie Rouen, která se nazývala Brittanica Nova stejně jako západní Flandry. Toto území nemělo přirozenou hranici, proto předtím tvořilo administrativní celek. Historicky bylo obyvatelstvo převážně francouzské. V oblasti se také natrvalo usadili vikinští osadníci, kteří začali oblast osidlovat kolem roku 880 a kteří byli rozděleni mezi malou kolonii ve východní Normandii a o něco větší usedlost v západní Normandii.
Během 10. století se začaly množit případy zkázonosných nájezdů vikingů ze severu, pronikajících po řekách hluboko do vnitrozemí Galie, které se začaly stávat jejich častým tábořištěm. S sebou si vikingové brali i své ženy i osobní majetek. Část vikingů se zde trvale usadila, jejich pohanské zvyky byly později nahrazeny křesťanstvím a vikingové též přijali také galorománský jazyk místních obyvatel. Po jedné či dvou generacích se již potomci vikinských nájezdníků ničím nelišili od zdejšího francouzského obyvatelstva.
Normané si v Normandii osvojili sílící feudální systém a stejně jako Normané v Anglii, tak také Normané v severní Francii zaujali své místo ve společenském žebříčku. Normanští válečníci se zcela lišili od místní francouzské aristokracie, která mohla leckdy vysledovat svůj původ až do karolinské doby, zatímco Normané zřídkakdy dokázali vystopovat své předky do doby před počátek 11. století. Většina rytířů zůstávala chudá a lačná po půdě. Rytířstvo v dobách před křížovými výpravami patřilo k nízké společenské třídě a rytíř býval často jen profesionální voják a jediným jeho majetkem byl jeho kůň. Mnoho anglických a francouzských Normanů se proto horlivě připojilo k myšlence křížové výpravy.

## Normanské výboje

### Normané v Anglii

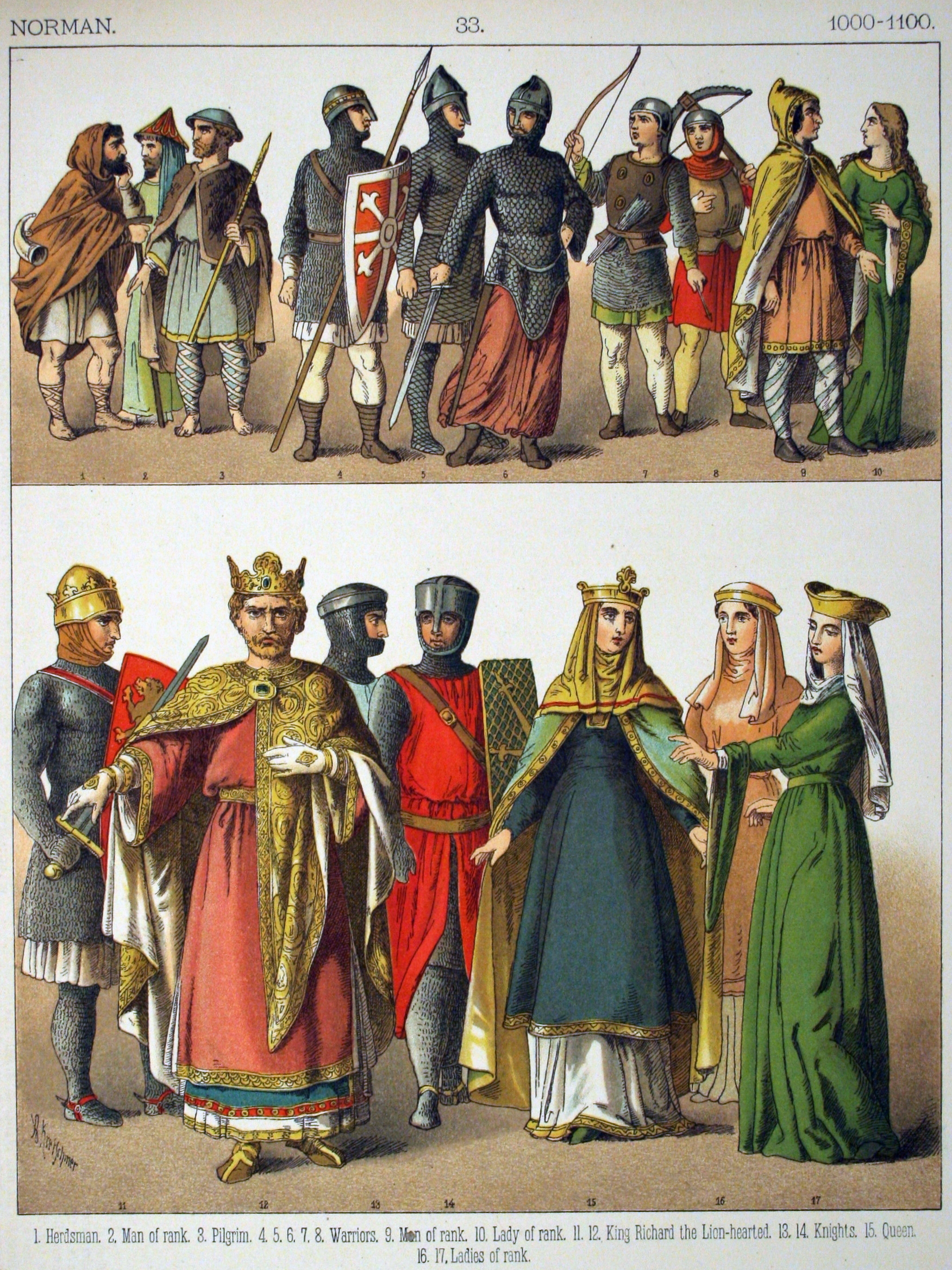
Normané v letech 1 000 až 1 100

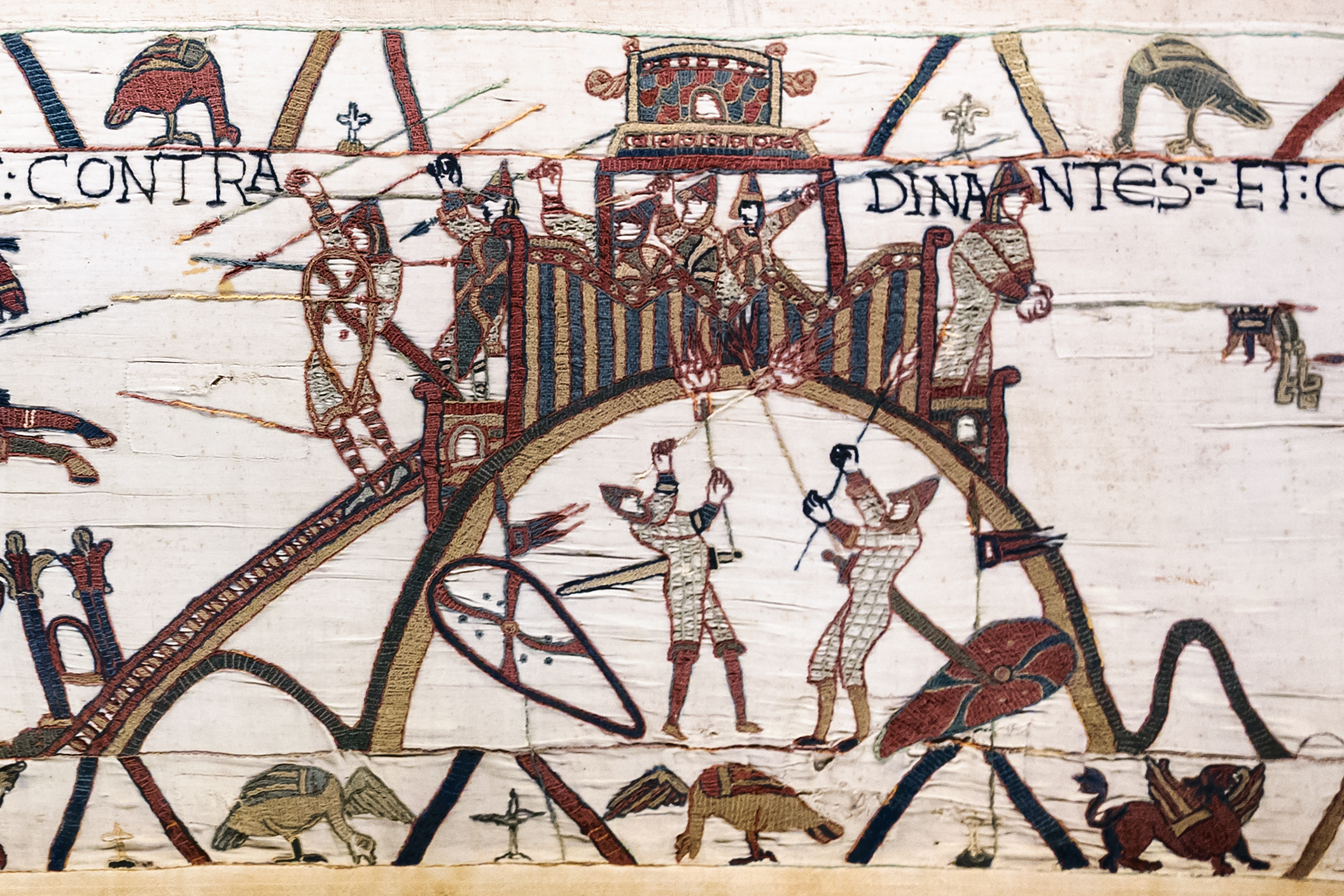
Obléhání hradu Motte-and-bailey na Tapisérii z Bayeux

Normané měli kontakty s Anglií již ve svých raných dějinách. Vikingové nejen pustošili anglické břehy, ale obsadili většinu důležitých přístavů na druhé straně Lamanšského kanálu. Tento vztah byl nakonec stvrzen i krví – svatbou sestry vévody Richarda II. Normandského s anglickým králem Ethelredem II. Roku 1013 byl Ethelred II. nucen uprchnout do Normandie ke svému švagrovi Richardovi, kam ho vyhnaly vikinské výpravy do Anglie, které vedl dánský král Sweyn Forkbeard, a Ethelred zůstal ve Francii tři roky. Když se nakonec Eduard III. Vyznavač roku 1041 vrátil z otcova exilu na pozvání svého nevlastního bratra Hardiknuta do Anglie, přinesl s sebou také vysokou normanskou vzdělanost. S Eduardem III. Vyznavačem přišlo do Anglie také mnoho normanských úředníků a bojovníků. Král najal menší počet Normanů a nechal z nich postavit anglické jezdectvo. Tato koncepce nikdy úplně nezakořenila, ale je typickým příkladem kroků Eduardovy vlády. Jmenoval Roberta z Jumièges arcibiskupem v Canterbury a Ralfa Bázlivého hrabětem z Herefordu. Eduard III. pozval v roce 1051 svého švagra Eustacha II. z Boulogne na svůj dvůr do Londýna. Tato událost měla za následek dosud největší z raných konfliktů mezi Anglosasy a Normany, který skončil exilem hraběte Godwina z Wessexu.
Roku 1066 nejslavnější normanský vévoda Vilém I. Dobyvatel dobyl Anglii. Přišedší Normané pak nahradili Anglosasy jako vládnoucí vrstvu obyvatelstva. Po odeznění počáteční vlny odporu vůči Normanům se tyto dvě populace začaly vzájemně mísit, začaly kombinovat své zvyky a tradice. Normané se poté ztotožnili jako Anglo-Normané a všechny rozdíly definitivně vymizely v průběhu stoleté války, kdy se anglo-normanská aristokracie identifikovala jako anglická. Jazyk Anglo-Normanů byl značně odlišný od francouzštiny. Jazyky Anglosasů a Anglo-Normanů se promíchaly a vytvořily středověkou angličtinu.
Nakonec poté, co bylo pro anglickou korunu ztraceno Normandské vévodství, ačkoliv ostrovy v Lamanšském průlivu Anglie udržela a několikrát se změnila vládnoucí dynastie, bylo spojení s Francií dlouho udržováno. Anglická šlechta byla částí samostatné francouzsky mluvící kultury a mnozí měli svá území na francouzské straně Lamanšského průlivu a přitom byli leníky králů Francie i Anglie. Angličtí králové ovládali části (často velké části) francouzského území na evropské pevnině. Ani středověcí angličtí králové nezapomínali na vlastnictví Normandie. Král Richard I. Lví srdce je často považován za ztělesnění středověkého anglického krále, ale ve skutečnosti trávil více času v Akvitánii nebo na křížové výpravě, než v Anglii. Richard Lví srdce ani nebyl vychován v anglickém jazyce. Ani žádný jiný král až do Richarda II. nebyl anglickým rodilým mluvčím. Většina středověkých anglických králů si dělala nároky na francouzský trůn.

### Normané ve Skotsku

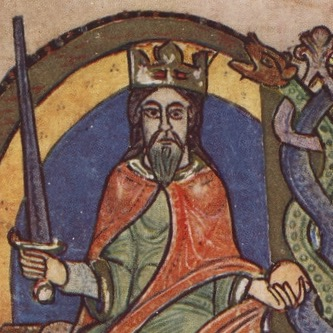
Obrázek skotského krále Davida I.

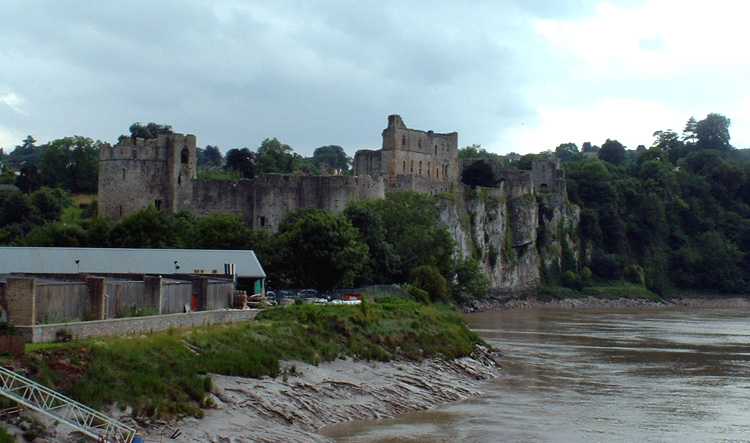
Hrad Chepstow ve Walesu, vybudován roku 1067 Williamem FitzOsbernem, prvním hrabětem z Herefordu

Jeden z uchazečů o anglický trůn a rival Viléma I. Dobyvatele, Edgar Ætheling, když anglickou korunu nezískal, odplul nakonec do Skotska. Skotský král Malcolm III. se oženil s Edgarovou sestrou Margaret a stal se Vilémovým nepřítelem, který se už začal s Malcolmem přít o jižní hranice Skotska. Roku 1072 se vojsko Viléma Dobyvatele vylodilo ve Skotsku a Vilém postupoval po souši až k Abernethy, kde se setkal se svým loďstvem. Malcolm III. se Vilémovi podrobil, slíbil mu věrnost a vydal svého syna Duncana jako rukojmí, čímž rozpoutal spory o to, zdali je skotská koruna ve vlastnictví anglického krále.
Normané dále přicházeli do Skotska, budovali zde své hrady a zakládali šlechtické rody, ze kterých vzešli budoucí králové jako například Robert Bruce. Král David I. byl svolný k uvedení Normanů a normanské kultury do Skotska, tomuto procesu se říká „Davidovská revoluce“. Sestra Davida I. se vdala za anglického krále Jindřicha I. a David I. trávil na dvoře svého švagra hodně času, protože potřeboval jeho podporu proti svému nevlastnímu bratrovi Máelu Coluimovi mac Alaxandairovi, za což Jindřicha podaroval rozsáhlým územím ve Skotsku. Proces „Davidovská revoluce“ pokračoval i za vlády Davidových nástupců, a nejrozsáhleji za vlády Viléma I. Normanská forma feudalismu se místně ve větší či menší míře ujala ve většině Skotska.

### Normané ve Walesu
Ještě před tím, než si Normané podrobili Anglii, navázali kontakty také s Walesem. Eduard III. Vyznavač jmenoval výše jmenovaného Ralfa Bázlivého hrabětem z Herefordu a pověřil ho bojem s Velšany. Avšak tím od té doby veškerá normanská snaha na dobytí Walesu nijak nepostoupila. Takže se Normané pustili do dlouhého a pomalého dobývání, během kterého téměř celý Wales stal předmětem normanských zásahů.

### Normané v jižní Itálii
Normané se v jižní Itálii objevili na počátku 11. století, kdy o vládu nad ní zápolili Langobardi, Byzantinci a muslimové. Normané zprvu fungovali jako žoldnéři, a to na více stranách nepřehledného konfliktu. Dostávali na starost města a pevnosti, a tak pozvolna získávali faktickou moc. Vyšší autority, langobardští vévodové, císař Svaté říše římské či papež, si uvědomovali politický význam Normanů a upevňovali vztahy s nimi tím, že jejich reálné moci dodávali oficiální status. Poprvé se tak stalo v roce 1030, kdy Rainulf Drengot obdržel od neapolského vévody Sergia IV. lenní hrabství v Averse. Zvláště úspěšný však v tomto ohledu byl normanský rod Hauteville. Roku 1059 podpořil Robert Guiscard de Hauteville v papežském schizmatu Mikuláše II. proti Benediktu X. Ještě v témže roce pak Robert Guiscard uzavřel s Mikulášem II. konkordát v Melfi, který mu přinesl vévodský titul (zároveň se stal papežským leníkem) a posvěcení pro teritoriální výboje rodu Hauteville. 
Robertův bratr Roger tak začal roku 1061 dobývat Sicílii na muslimech (Noto, poslední pevnost, padla teprve v roce 1091). V roce 1072 učinil Robert Guiscard jakožto lenní pán svého bratra Rogera sicilským hrabětem. Roger při vládě nad svým panstvím respektoval jeho multietnický charakter (kromě muslimů tam žili i Řekové a židé) a nerozpakoval se převzít ani muslimský systém správy. Tolerantní přístup patrně přispěl k tomu, že po Rogerově smrti v roce 1101 nepropukly na Sicílii nepokoje a ostrov zůstal v rukou Rogerovy větve rodu Hauteville. Jeho syn Roger II. přivedl panství k všestrannému rozkvětu – podmanil si normanská území na pevnině a v roce 1130 získal královský titul. I když se na něm dohodl se vzdoropapežem Anakletem II. a popudil tak papeže Inocence II., byl dostatečně suverénní, aby v roce 1139 dosáhl s papežem v San Germanu smíru a mohl si královský titul ponechat.
V roce 1189, smrtí Viléma II., vymřeli normanští sicilští králové po meči a koruna přešla v rámci dohod na Jindřicha VI. Štaufského, jehož manželkou byla  Konstancie, dcera Rogera II.